# 法明頓鎮區 (堪薩斯州華盛頓縣)
法明頓鎮區（英語：Farmington Township）為美國堪薩斯州華盛頓縣轄下的鎮區。2010年美国人口普查中此鎮區人口有165人。

## 地理
法明頓鎮區涵蓋總面積為93.8平方（36.22平方英里），其中陸地面積為93.6平方（36.12平方英里），水域面積為0.26平方（0.10平方英里）或0.28%。

## 人口統計
根據2010年美國人口普查，法明頓鎮區人口有165人，其中男性有86人，女性有79人，人口密度為每平方公里1.76人，住房計79戶。鎮區內的白人有160人，非裔美國人有0人，美洲原住民有1人，亞裔美國人有0人，太平洋島裔美國人有0人，其他種族有0人，混血種族則有4人。此外鎮區內有0人為西班牙裔或拉丁裔美國人。此鎮區之年齡中位數為51.3歲，而男性年齡中位數為50.5歲，女性年齡中位數為51.8歲。